# Chronicon Hungarico-Polonicum
Uhersko-polská kronika (latinsky Chronicon Hungarico-Polonicum) je uherská kronika z první poloviny 13. století (vznikla asi mezi lety 1234–1241), která podává obraz uherských dějin značně odlišný např. od Anynomovy kroniky či Kroniky Šimona z Kézy.
Až do 19. století byla v uherské historiografii prakticky neznámým dílem, dnes prožívá její výzkum (alespoň v Polsku a na Slovensku) renesanci.

## Charakteristika
Vznikla na dvoře Arpádovce Kolomana Haličského (1208–1241), který v té době ovládal jižní Uhersko, a jeho manželky Salomey, dcery krakovského knížete Leška Bílého. Koloman byl v roce 1214 korunován haličským králem, ale zakrátko byl odtud vyhnán společně se Salomeou. Kronika je vlastně jednou z variant Hartvikova Života sv. Štěpána. Navazuje, podobně jako jiné kroniky, na ztracené Gesta Hungarorum (Skutky Uhrů) z 11. století. Důvodem jejího vzniku byla asi snaha legitimovat politické ambice Kolomanova dvora, zejména právo na Chorvatsko a Halič.

## Obsah
Z obsahu kroniky jsou významná zejména následující fakta:
Uhry ztotožňuje s Huny. Funkci Arpádovců a Arpádovců jiných kronik nahrazuje hunský král Attila ("Aquila") a jeho rod. Kronika vypráví příběh, jak Attila dobyl slovanské území "Chorvatsko a Sclavonii", které krátce předtím ovládal jistý král Kazimír (možná poslední Mojmírovec), kterého ale zabili vlastní poddaní (Attila přišel do Panonské pánve s původním cílem dobýt Římské císařství, ale po andělském vnuknutí se zaměřil na Kazimírova území). Úspěšně dobyté území dal Attila po dobytí jméno Ungaria (tedy Uhersko). Attila následně zemi definitivně získal prostřednictvím sňatků se Slovankami.
Ve většině textu kronika (úplně) ztotožňuje (a střídavě používá) termíny Sclavonia a Ungaria (tedy Uhersko). V 9. kapitole však ztotožňuje ve vztahu k 20. letům 11. století termín Sclavonia s Nitranským knížectvím, když Imricha, jako knížete (vévodu) Nitranského knížectví (vévodství), označuje jako "Henricus dux Sclavonie". J. Steinhübel k tomu píše: Kronikář tedy Nitransko bez rozpaků nazval Slovenia, čili Slovensko, a znal i hranice, které toto slovanské či přesněji slovenské knížectví oddělovaly od ostatního Uherska, a velmi přesně je popsal. V 3. kapitole lze výraz Sclavonia alternativně chápat i jen jako Slavonie.
O rodokmenu prezentovaném v kronice K. Hollý píše: Rodokmen Arpádovců (v kronice Aquilovců) vypadá podle kroniky následovně: Aquilův syn Koloman měl manželku Chorvatku a Kolomanův syn Béla se oženil s Řekyní z Konstantinopolského císařství (Byzance). Z tohoto svazku se narodil Gejza, otec prvního uherského krále Štěpána. Zatímco dosud zmíněné manželky Aquilovců zůstávaly ve vyprávění Uhersko-polské kroniky anonymní, Gejzově manželce Adelaidě, matce sv. Štěpána, věnuje kronika zvláštní pozornost. Adelaida pocházela z Krakova a byla sestrou knížete Měška. Vedle původu, kronika specifikuje i její vlastnosti a dovednosti: byla křesťanka, uměla psát a byla vzdělaná v oblasti teologie. V celém tomto příběhu sehrála zásadní roli, když přesvědčila Gejzu, aby přijal katolickou víru a odvrátil se od uctívání pohanských model. Gejza tak díky přesvědčovací schopnosti Adelaidy přijal křest a stal se prvním křesťanem ve svém rodu.
Když Adelaida čekala na porod představitele (počítáno od Aquily) v pořadí čtvrté generace Arpádovců (Aquilovců), zjevil se jí sv. Štěpán, prvomučedník. Oznámil jí, že porodí syna, kterému jako prvorozenému připadne koruna a království, a zároveň jí přikázal, aby mu dala jeho jméno. Další události se vyvíjely ve smyslu zmíněného zjevení, když syna Gejzy a Adelaidy pokřtil sv. Vojtěch a dal mu jméno Štěpán. Čtyři roky po Gejzově smrti vyslal Štěpán biskupa Astrika do Říma k papeži s prosbou o královskou korunu. Nicméně těsně předtím učinil totéž i krakovský kníže Měšek (historický Boleslav Chrabrý), který vyslal biskupa Lamperta k papeži Leonovi (historický Silvestr II.) se stejnou žádostí. Papež už byl rozhodnut poslat královskou korunu do Krakova, jeho rozhodnutí však změnilo zjevení, ve kterém mu anděl zvěstoval, aby korunu určenou pro Poláky dal Štěpánovi. Papež poslechl božské vnuknutí a poslal korunu do Uher. Naplnil se tak slib, který svého času dostal v zjevení Aquilovi.
'Když se krakovský vyslanec biskup Lampert dozvěděl o papežově rozhodnutí, upadl do hlubokého zoufalství. V argumentaci, kterou papež utěšoval Lamperta, sehrála významnou roli zmiňovaná Adelaida. Papež zdůraznil, že právě ona přesvědčila Gejzu, aby přijal křesťanskou víru. Následně se setkal polský posel se uherským a vyjádřili si vzájemné porozumění. Byl to předobraz pozdějšího setkání Štěpána s Měškem v nově postavené katedrále v Ostřihomi, která byla zasvěcena sv.Vojtěchovi, apoštolu Poláků a Uhrů. Na tomto setkání bylo potvrzeno uhersko-polské porozumění.
Kronika končí vyprávěním o králi Ladislavu, který získal právo vlády nad Haličí.